# Bone
Bone és una sèrie de còmic independent, publicada en 55 números entre el 1991 i el 2004, escrita i dibuixada per l'americà Jeff Smith. Els seus dibuixos en blanc i negre, estan inspirats en els dibuixos animats i en les tires còmiques, notant-se una notable influència del còmic Pogo d'en Walt Kelly. En una entrevista va dir que "També era un gran fan d'en Carl Barks i Pogo, per tant era per mi molt natural dibuixar amb aquesta mena de barreja entre en Walt Kelly i en Moebius". Tanmateix, la història conté tant comèdia blanca com fosca fantasia èpica.

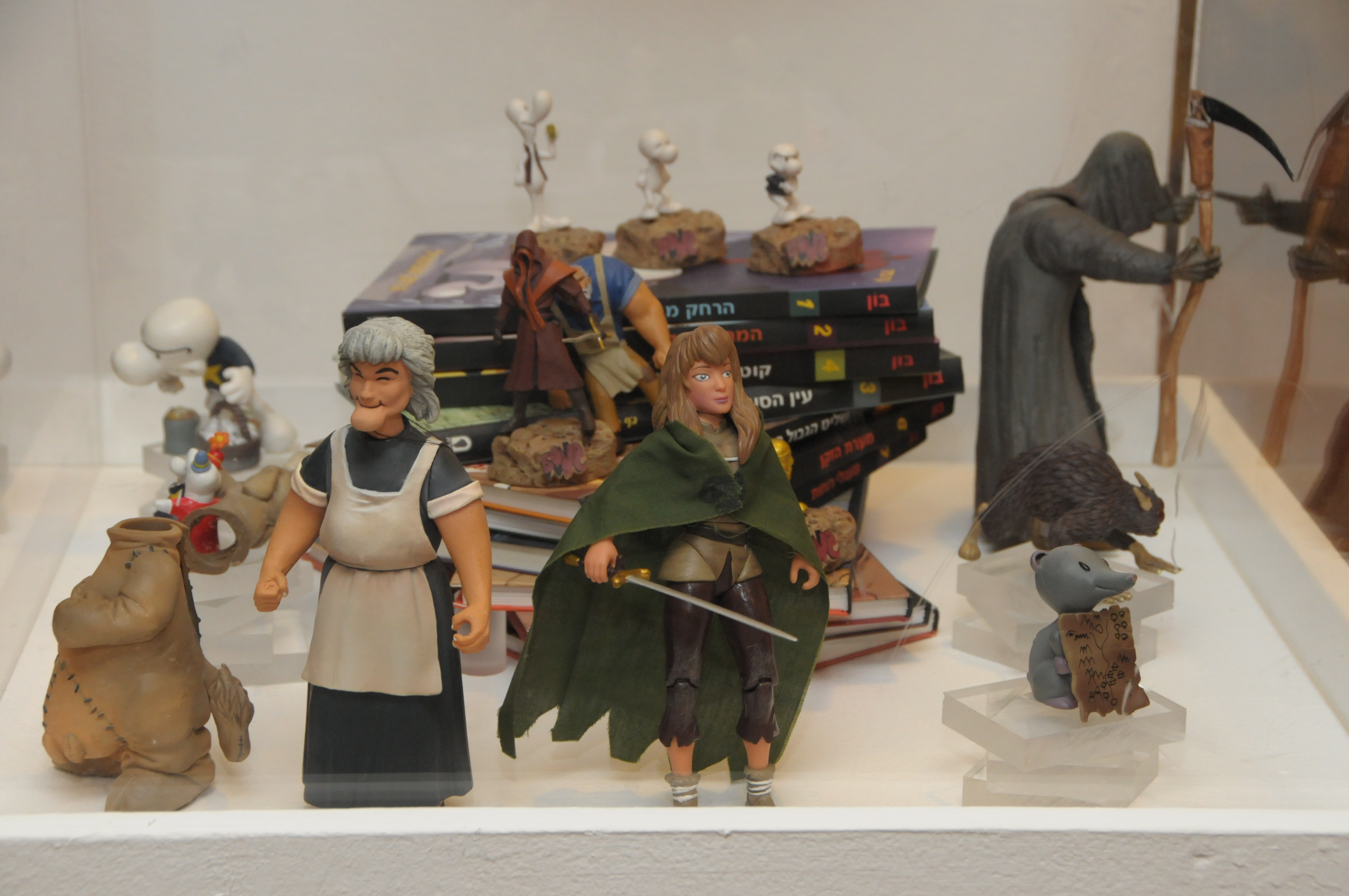
Personatges de Bone

La revista Time Magazine va indicar que la sèrie era "tan dramàtica com el cicle d'El Senyor dels Anells, però molt més divertida."
Bone ha rebut nombrosos premis, entre ells deu Eisner Awards i deu Harvey Awards. La compilació de 1.332 pàgines va ser col·locada per la revista Time en el rànquing de les Deu Novel·les Gràfiques de Tots els Temps.